# Roger Casement
Roger David Casement CMG (en irlandés: Ruairí Mac Easmainn; Sandycove, cerca de Dublín, Irlanda, 1 de septiembre de 1864-Londres, 3 de agosto de 1916) fue un diplomático irlandés que militó activamente en la causa del nacionalismo irlandés.
Es famoso por su actividad contra los abusos del sistema colonial en el Congo y en la Amazonia, así como por sus negociaciones con Alemania inmediatamente antes del Levantamiento de Pascua en Irlanda. Descubierto y detenido por las autoridades británicas en 1916, fue acusado de traición y condenado a la pena capital. Roger Casement ha inspirado el libro El sueño del celta, del premio nobel de literatura Mario Vargas Llosa.

## Biografía

### Infancia y educación
Casement nació en Sandycove, cerca de Dublín, de padre protestante y madre católica. Su madre, Anne Jephson, lo hizo bautizar en secreto como católico, pero falleció cuando Casement era todavía un niño. Cuando tenía doce años, murió también su padre y fue educado por sus parientes protestantes del Úlster.

### En África
Casement viajó a África por primera vez en 1883, a los 19 años. Trabajó en el Estado Libre del Congo para varias empresas y para la Asociación Internacional Africana fundada por el rey Leopoldo II de Bélgica. Durante su estancia en el Congo conoció al famoso explorador británico Henry Morton Stanley, que por entonces se había embarcado en su expedición para rescatar a Emín Bajá. Conoció asimismo a Joseph Conrad, que era entonces un joven marino y no había publicado todavía su novela El corazón de las tinieblas, que versa sobre el Congo. 
En 1892, Roger Casement dejó el Congo para trabajar en Nigeria como funcionario de la Secretaría de Estado para las Colonias. En 1895 fue nombrado cónsul británico en Lourenço Marques, ciudad hoy conocida como Maputo y que aquel entonces era una colonia de Portugal.
Hacia 1900 sir Roger regresó a Matadi, donde fundó el primer puesto consular británico en el país. En sus despachos al Foreign Office denunció en repetidas ocasiones los abusos y malos tratos a los que era sometida la población nativa y las catastróficas consecuencias del sistema de trabajos forzados. En 1903, después de que la Cámara de los Comunes, a instancias de activistas humanitarios, aprobase una resolución acerca del Congo, Casement recibió el encargo de investigar la situación en el Estado Libre del Congo. El resultado fue su célebre Informe Casement sobre el Congo.
El informe, publicado en 1904 a pesar de las presiones que recibió el Gobierno británico por parte de Leopoldo II, provocó un gran escándalo. Poco tiempo después, Casement conoció al periodista Edmund Dene Morel, quien dirigía la campaña de la prensa británica contra la administración colonial belga en el Congo. Fue el principio de una profunda relación de amistad, admiración y colaboración en el asunto del Congo. Casement, que no podía participar activamente en la campaña por su condición de diplomático, convenció a Morel para que fundara la Asociación para la Reforma del Congo. 
Su denuncia de la situación en el Congo fue la razón principal por la que fuera nombrado caballero en 1911. Anteriormente en 1905, fue nombrado compañero de la Orden de San Miguel y San Jorge. También es considerado como el fundador del primer movimiento masivo moderno en defensa de los Derechos Humanos.

### En América del Sur

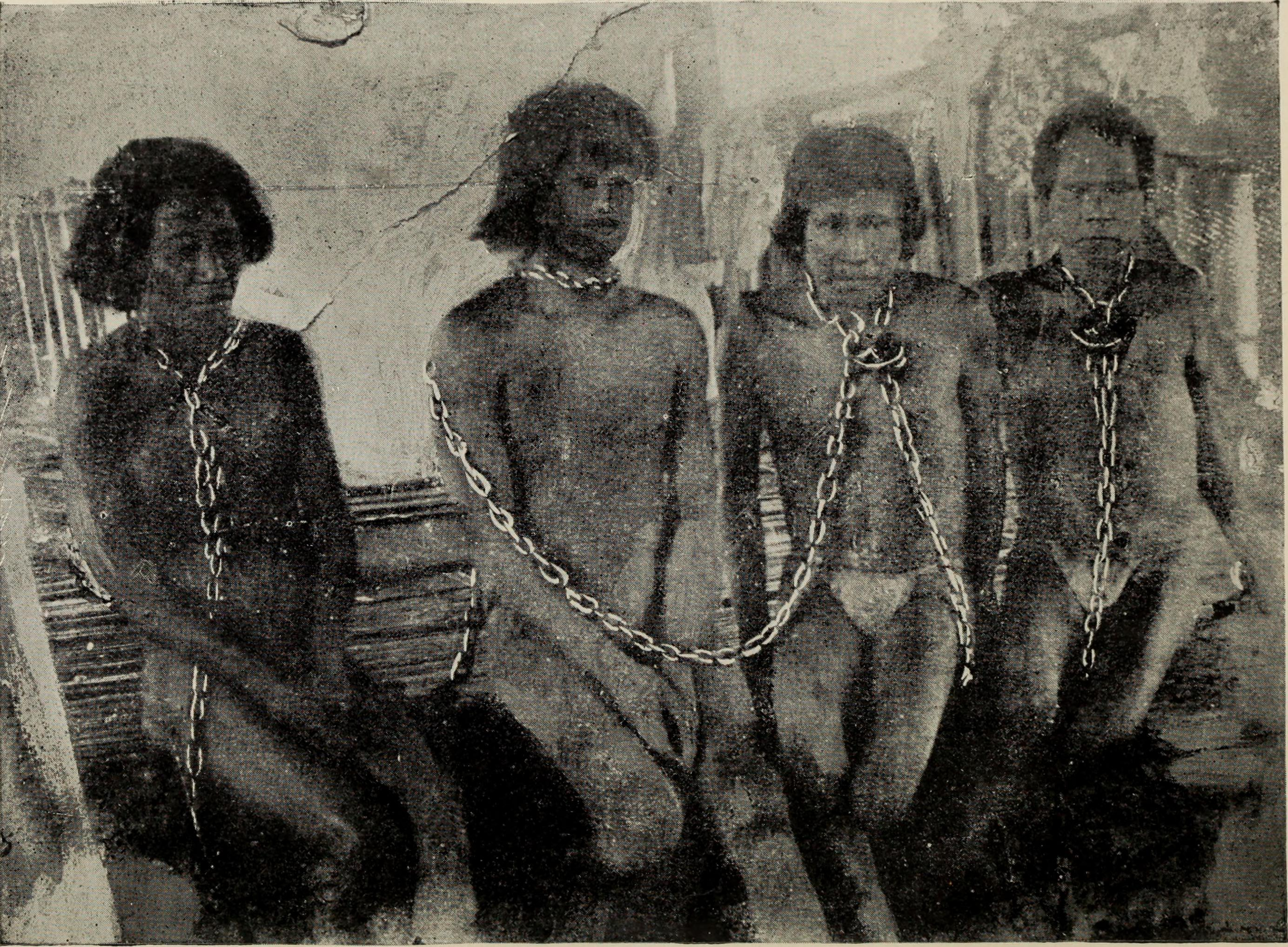
Amerindios en situación de esclavitud durante la fiebre del caucho.

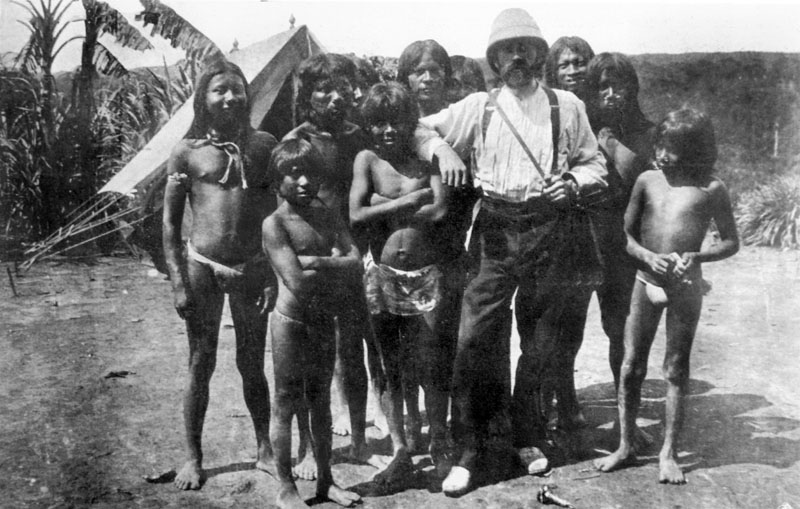
Roger Casement con amerindios del Putumayo, en Perú.

En 1906 sir Roger fue enviado a Santos, en Brasil, donde desarrolló un trabajo similar al que había realizado en el Congo.
Durante la fiebre del caucho, Casement fue comisionado por el Foreign Office para averiguar la verdad de las denuncias contra la compañía cauchera Peruvian Amazon Company, de capital británico pero cuyo presidente era el peruano Julio César Arana, quien dio su nombre a la que fuera conocida como "Casa Arana". Casement reportó las atrocidades y brutalidades cometidas por la Casa Arana contra los indígenas de la región del río Putumayo (los uitoto, los nonuya, los muinane, los andoke, los bora y los miraña) en un documento conocido como The Putumayo Black Book y llevó un diario de esa época, publicado póstumamente. Arana nunca fue juzgado por sus crímenes. En lugar de eso tuvo una exitosa carrera política, convirtiéndose en senador; murió en Lima, capital del Perú, en 1952, a la edad de 88 años.

### Revolucionario republicano irlandés

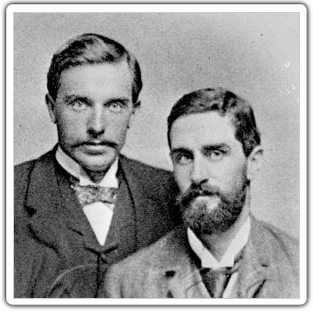
Roger Casement (derecha), con su amigo, el escultor Herbert Ward.

Casement dimitió del servicio consular en 1912. Al año siguiente se unió a los Voluntarios Irlandeses y se hizo íntimo amigo de uno de sus dirigentes, Eoin MacNeill. En julio de 1914 y en postrimerías de la Primera Guerra Mundial, llegó a Nueva York, donde estableció contacto con los nacionalistas exiliados del Clan na Gael. Sin embargo, muchos miembros de esta organización no confiaban del todo en él, ya que Casement no era miembro de la Hermandad Republicana Irlandesa (Irish Republican Brotherhood, IRB) y defendía puntos de vista considerados por algunos como "demasiado moderados". 
Al estallar la Gran Guerra, Casement intentó recibir ayuda del Imperio Alemán para la causa de la independencia irlandesa, negociando en Nueva York con el embajador alemán en los Estados Unidos. En octubre, Casement, que se consideraba a sí mismo "embajador de la nación irlandesa", se embarcó para Alemania en una expedición financiada por el Clan na Gael. Casement llegó a un acuerdo con los dirigentes alemanes, el cual aseguraba el apoyo de ese país a una Irlanda independiente. La mayor parte del tiempo que pasó en Alemania lo invirtió en reclutar una "Brigada Irlandesa", formada por prisioneros de guerra irlandeses del campo de prisioneros de Limburg an der Lahn, que serían entrenados para luchar contra el Reino Unido. El 27 de diciembre de 1914, Casement firmó a este efecto un acuerdo en Berlín con el secretario de Estado alemán Arthur Zimmermann en el Ministerio de Exteriores alemán. Solo 52 hombres se presentaron voluntarios para el entrenamiento y, a pesar de las promesas de los alemanes, no fueron entrenados en el uso de ametralladoras, que en la época eran relativamente nuevas y desconocidas.
Sus esfuerzos se revelaron infructuosos, ya que los irlandeses luchaban voluntariamente en el Ejército británico, y el proyecto se abandonó tras invertir mucho tiempo y dinero. Los alemanes, bastante escépticos hacia Casement, pero conscientes de las ventajas que podía reportarles un levantamiento en Irlanda, ofrecieron a los irlandeses 20 000 fusiles, 10 ametralladoras y la munición necesaria, sólo una parte de lo que Casement había esperado.
Casement no supo del Alzamiento de Pascua hasta que el plan no estuvo del todo preparado. La IRB prefirió mantenerlo al margen, e incluso trató de sustituirlo. Casement ignoraba que quienes planeaban el levantamiento no eran los Voluntarios Irlandeses, sino miembros de la Hermandad Revolucionaria Irlandesa, como Patrick Pearse y Tom Clarke, que movían los hilos entre bastidores. 
El barco que transportaba las armas alemanas no llegó a desembarcar en Irlanda. Su intento de hacerse pasar por un navío noruego fracasó: el Libau fue interceptado por el Servicio Británico de Guardacostas el 21 de abril de 1916, Viernes Santo. El buque fue hundido y su tripulación, formada íntegramente por alemanes, hecha prisionera.

### Captura, juicio y ejecución

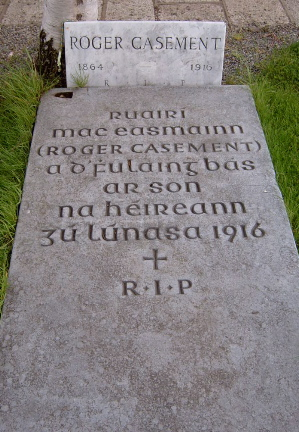
Tumba de Roger Casement en Glasnevin.

Poco después de que partiera el barco con las armas, Casement abandonó Alemania en un submarino, el U-19. El 21 de abril de 1916, tres días antes de que comenzara el levantamiento, desembarcó en la playa de Banna Strand, en la bahía de Tralee (Condado de Kerry). Fue descubierto en el Fuerte McKenna, en Rathoneen, donde fue arrestado y acusado de traición, sabotaje y espionaje contra la Corona británica, además de ser exhibido públicamente por la prensa como homosexual promiscuo y pederasta.
Condenado a muerte, fue ahorcado en la prisión de Pentonville, en Londres, el 3 de agosto de 1916, a pesar de las peticiones de clemencia de figuras como sir Arthur Conan Doyle, William Butler Yeats o George Bernard Shaw, entre otros.

### Repatriación del cadáver y homenajes póstumos
El cadáver de Roger Casement fue enterrado sin lápida ni cruz en Inglaterra. Desde un principio, el abogado George Gavan Duffy, a nombre de los hermanos de Roger, inició gestiones ante el Gobierno británico para trasladar los restos a Irlanda, pero fueron denegadas, en ese momento y en todos los otros a lo largo de medio siglo, cada vez que sus familiares hicieron tentativas semejantes. Finalmente, en 1965, el Gobierno británico presidido por Harold Wilson autorizó la repatriación del cadáver, el cual llegó el 23 de febrero de ese mismo año en un avión militar, recibiendo un homenaje público y permaneciendo cuatro días expuesto en una capilla militar del Ejército irlandés. Se calcula que varios cientos de miles de personas participaron en todas estas actividades, las cuales incluyeron asimismo un homenaje militar frente al edificio histórico de Correos, que había sido el cuartel general del Alzamiento de Pascua de abril de 1916. Finalmente, sir Roger Casement fue enterrado en el cementerio de Glasnevin, donde el primer presidente de Irlanda, Éamon de Valera y combatiente del mencionado alzamiento, pronunció un discurso.

## El sueño del celta, de Mario Vargas Llosa
Un premio Nobel de literatura, el hispano-peruano Mario Vargas Llosa, ha dedicado una novela histórica a narrar la vida de Casement, que lleva por título El sueño del celta. En esta novela, el escritor incluye fragmentos de los diarios donde Casement registró supuestamente sus andanzas sexuales; en el epílogo, Vargas Llosa apunta que «mi propia opinión –la de un novelista, claro está– es que Roger Casement escribió esos famosos diarios pero no los vivió, no por lo menos íntegramente, que hay en ellos mucho de exageración y ficción, que escribió ciertas cosas porque hubiera querido pero no pudo vivirlas». En ese sentido, y considerando las controversias que rondan la veracidad de estos diarios, el peruano opina que es positiva la incertidumbre "como prueba de que es imposible conocer de manera definitiva a un ser humano, totalidad que se escurre siempre de todas las redes teóricas y racionales que tratan de capturarla".